# Operațiunea Uranus
Operațiunea Uranus a fost numele de cod al operațiunii strategice sovietice din Al Doilea Război Mondial care a dus la încercuirea Armatei a 6-a germane, Armatei a 3-a și a 4-a române, și o parte din armată germană Panzer. Operațiunea făcea parte din Bătălia de la Stalingrad care era în curs de desfășurare, și a avut drept scop distrugerea armatei germane aflată în Stalingrad și împrejurul acesteia. Planificarea pentru operațiunea Uranus începuse încă din septembrie 1942 și a fost dezvoltată simultan cu planul de a învălui și de a distruge centrul de armată german și forțele germane din Caucaz. 
Armata Roșie a profitat de proasta pregătire pentru iarnă a armatei germane și de faptul că forțele lor din sudul Uniunii Sovietice erau suprasolicitate. În flancuri armatele germane foloseau armate mai slabe, spre exemplu armatele române, ungare și italiene.
Punctele ofensive de plecare au fost stabilite de-a lungul secțiunii frontului opus armatei române. Aceste armate ale Axei nu aveau echipamente grele cu care să poată face față blindatelor sovietice. Având în vedere durata frontului creat de ofensivele germane de vară care viza luarea câmpurilor petroliere din Caucaz și orașul Stalingrad, germanii și alte forțe ale Axei au fost forțați să păzească sectoarele dincolo de lungimea frontului. Situația nu a fost îmbunătățită prin decizia de a muta mai multe divizii mecanizate din Uniunea Sovietică către Europa de Vest. În plus unitățile din zonă au fost epuizate, după luni de lupte, în special cele care au luat parte la luptele din Stalingrad. Germanii puteau conta doar pe divizia 48 Panzer, divizia 29 Panzergrenadier ca rezerve pentru a sprijini armata română pe flancurile armatei germane a șasea.
În comparație, Armata Roșie a desfășurat peste un milion de soldați cu scopul de a începe ofensiva în jurul Stalingradului. Și mișcările de trupe sovietice au avut probleme, aceștia au încercat să își ascundă pregătirile, ceea ce a fost dificil. De obicei, forțele sovietice ajungeau cu întârziere din cauza problemelor logistice. Operațiunea Uranus a fost inițial amânată în perioada 8–17 noiembrie, apoi mutată pentru 19 noiembrie
La 07:20 (ora Moscovei), la 19 noiembrie forțele sovietice au atacat pe flancul nordic al forțelor Axei, unde și-au început ofensiva. Deși unitățile românești au reușit să respingă atacurile în primul rând, până la sfârșitul anului din 20 noiembrie armatele a treia și a patra romană au bătut în retragere. Forțele germane mobile nu erau îndeajuns de puternice pentru a face față avangardei sovietice mecanizate, în timp ce armata a șasea nu a reacționat suficient de repede pentru a neutraliza forțele blindate germane la Stalingrad. În loc de a încerca o operațiune de retragere, dictatorul Adolf Hitler a decis să păstreze forțele Axei în jurul Stalingradului și aprovizionarea lor pe calea aerului. În același timp comandanții germani și sovietici au început să își planifice mișcările lor viitoare.

## În spatele frontului
La începutul lunii mai 1942, Wehrmacht-ul a început ofensiva împotrivă forțelor sovietice cu nume de cod Operațiunea Albastru. După spargere prin Forțele Armatei Roșii până la 13 iulie forțele germane au încercuit și capturat orașul Rostov. În urma căderii orașului Rostov. Hitler a divizat forțele germane într-un efort de a captura simultan orașul [[Stalingrad]] și câmpiile petroliere ale Caucazului. Responsabilitatea de a supune Stalingradul i-a revenit armatei a șasea care imediat se întoarse spre râul Volga și a început în avans cu ajutor aerian din partea Lufflotte. La 7 august, două corpuri Panzer germane au reușit să flancheze și să încercuiască o forță sovietică de 50.000 de personal și de aproximativ 1.000 de tancuri, și la 22 august forțele germane au început să traverseze râul Don pentru a finaliza avansul spre Volga. Bătălia de la Stalingrad a început atunci când avangardele Armatei a șasea a pătruns în suburbiile orașului.

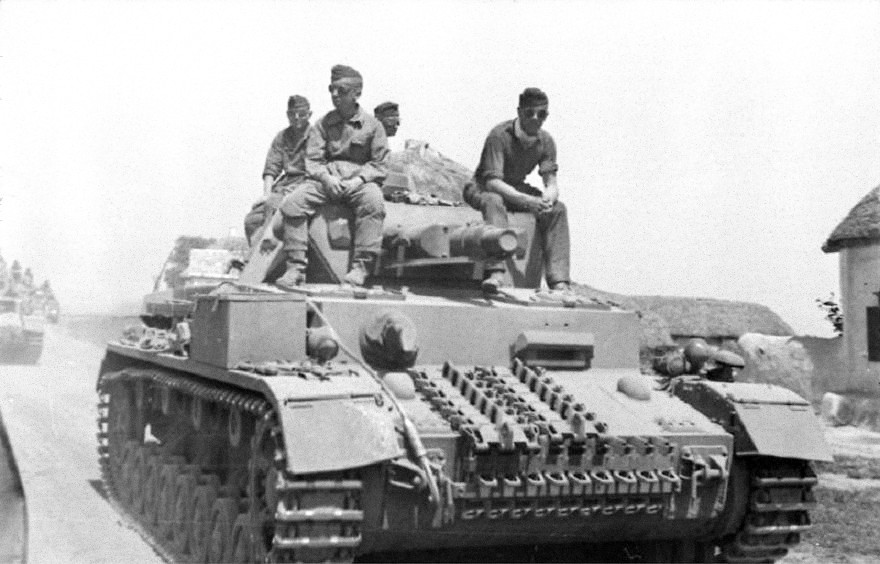
Trupele germane, iunie 1942

În noiembrie, Armata a șasea a fost capabilă să ocupe cea mai mare parte din Stalingrad, împingând apărarea Armatei Roșii la malul râului Volga. În acest stadiu, au existat indicii privind o ofensiva sovietică iminentă care să țină forțele Wehrmacht-ului în jurul orașului, inclusiv activitatea acestora a crescut vizavi de cea a forțelor germane iar informațiile erau obținute din interogarea prizonierilor sovietici. Cu toate acestea, comandamentul german a fost mai interesat de finalizarea capturării Stalingradului. De fapt, șeful Armatei, general-maior Franz Halder a fost demis în septembrie, după ce eforturile sale de a avertiza despre pericolul care a amenința flancurile Armatei a șasea și a patra Panzer. Încă din septembrie Stavka (comandamentul suprem sovietic) a început să plănuiască o serie de contraatacuri care să învăluiască și să distrugă forțele germane în sud, care luptau în Stalingrad și în Caucaz și împotriva Grupului de Armate Centru. În cele din urmă comanda forțelor sovietice de eliberare a Stalingradului a fost pusă sub comanda generalului Alexandr Vasilevski.
Stavka a planificat două operații majore, care urmau să fie efectuate împotriva forțelor inamice lângă Stalingrad, Operațiunile Uranus și Saturn, și, de asemenea a fost planificată și Operațiunea Marte concepută pentru a distrage atenția de la concentrările de trupe și să provoace daune cât mai mari posibile. Operațiunea Uranus a implicat utilizarea de mari forțe sovietice mecanizate, care să încercuiască forțele Axei în jurul Stalingradului. În ceea ce privește pregătirile pentru începutul ofensivei sovietice, punctele inițiale de atac au fost poziționate pe întinderile frontului în scopul de a se ajunge în spatele armatei a 6-a germană, împiedicând germanii să-și consolideze rapid acele părți atacate, forțele axei fiind suprasolicitate pentru a le ocupa efectiv. Ofensiva a fost o dublă învăluire, forțele sovietice mecanizate ar fi pătruns adânc în spatele armatei germane, în timp ce un alt atac avea loc mai aproape de armata a 6-a germană într-un efort de a ataca unitățile germane din spate. În timp ce Armata Roșie se pregătea, înaltul comandament german crezând că Armata Roșie întărea partea din nord a Grupului de Armate Centru a fost incapabilă să efectueze o ofensivă simultană în sud - continuând să nege posibilitatea unei ofensive sovietice iminente.

## Compararea forțelor

### Forțele Axei implicate
Operațiunea Albastru implica întinderea forțelor germane și ale Axei pe un front de peste 480 km lărgime și o adâncime de câteva sute de kilometri, în timp ce decizia de a cuceri Stalingradul a solicitat forțele Axei, slăbindu-le prin atragerea spre est a personalului. De exemplu, la începutul lunii iulie, armata a șasea apăra un front de 160-km, în timp ce, de asemenea, s-au angajat într-o ofensivă care a implicat o distanță de aproximativ 400 km (250 mile). 
Grupul de armate B a fost despărțit de grupul de armate sudice(forțele de apărare din jurul Caucazului numindu-se grupul de armată B) părea puternic pe hârtie: a inclus armata germană a 6-a și a 2-a, a 4-a Panzer și a 3-a și a 4-a românǎ, a 8-a italiană și armata a 2-a maghiară. Grupul armatei germane B deținea și corpul armatei 48 Panzer, care avea forța unei diviziuni Panzer slăbite, și o singură trupă de infanterie ca rezervă. Cea mai mare parte a flancurilor germane erau deținute de armatele nou sosite non-germane, în timp ce forțele germane au fost utilizate pentru vârful de lance continuând operațiunile de la Stalingrad și Caucaz.

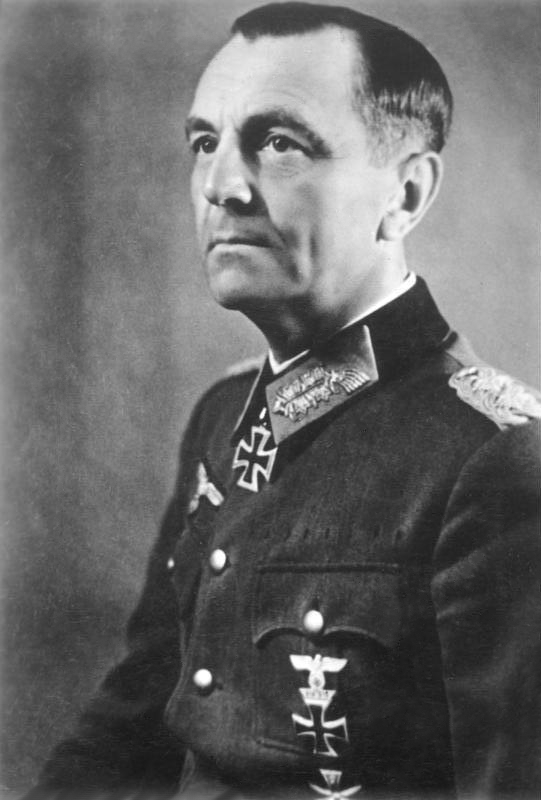
Generalul Friedrich Paulus, comandant al armatei a 6-a germana

În timp ce Adolf Hitler și-a exprimat încrederea în capacitățile unităților non-germane ale Axei pentru a proteja flancurile germane. În realitate aceste unități s-au întemeiat pe echipamente învechite și pe artilerie trasă de cai, în timp ce în multe cazuri tratamentul urât aplicat de ofițeri au cauzat o moralitate scăzută. În ceea ce privește mecanizarea primei Diviziunii română blindată aveau în jur de 100 tancuri cehe Panzer 38. Tunurile anti-tanc au fost ineficiențe împotriva tancului sovietic T-34. În mod similar tunurile anti-tanc Pak erau învechite și în mare parte nu aveau muniție. Doar după ce germanii au trimis armatei române tunuri de 75 de milimetri Pak, șase bucăți pentru fiecare diviziune. Aceste unități au fost extinse. De exemplu, Armata a 3-a română a ocupat un front de 140 de kilometri, iar cea de-a 4-a română a ocupat un sector de nu mai puțin de 270 de kilometri. Italienii și maghiarii s-au poziționat între cele 2 unități românești. Soldații italieni erau deseori acuzați de lașitate. Ineficiența lor din luptă a fost cauzată doar de armelor și a echipamentelor învechite. Armele din Italia au fost de calitate foarte scăzută. În general nici forțele germane nu erau într-o condiție mai bună, au fost slăbite după luni de lupte împotriva Armatei Roșii. În timp ce Stavka a ridicat noi arme, a încercat să-și mențină unitățile mecanizate existente.
În plus, în timpul ofensivei germane între mai și noiembrie 1942 două dintre divizii: Leibstandarte, unitatea de elită Grobdeutschland au fost redistribuite de la grupul de armate A la vest pentru a furniza o rezervă mecanizată în caz de debarcare a aliaților în Franta.
Armată a 6-a a suferit mari pierderi în timpul luptelor de la Stalingrad. În unele cazuri cum ar fi în cea a diviziei a 22-a Panzer, echipamentul lor nu era mai bun decât al Diviziunii române blindată. De altfel și armatele germane s-au extins mult, acestea au trebuit să apere un front de 100 km.

### Forțele sovietice implicate
În timpul luptelor din Stalingrad Armata Roșie a alocat un procent estimat la: 1,1 milioane personal, 804 tancuri, 13.400 piese artilerie și peste 1000 de avioane pentru ofensiva viitoare. Peste armata a 3-a română sovieticii au redistribuit armata a 5-a de tancuri precum și armatele 21 și 65 cu scopul de a pătrunde și depăși flancurile germane. Flancul german de sud a fost vizat de Armatele 51 și 57 de forțele sovietice conduse de corpurile mecanizate 13 și 4, acestea ar penetra  armata a 4-a germană cu scopul de a face legătura cu armata a 5-a de tancuri din jurul orașului Kalach. Sovieticii au adunat 11 armate și diverse brigăzi și corpuri independente. Pregătirile pentru ofensivă au fost totuși departe de a fi perfecte. În data de 8 noiembrie, Stavka a emis ordine să amâne data de lansare a operațiunii, deoarece au avut întârzieri de transport. În același timp,unitățile au trecut printr-o serie de jocuri de război de a practica alungarea unui contraatac inamic și de a exploata o descoperire cu forțe mecanizate. Aceste mișcări au fost mascate printr-o campanie de dezinformare de către sovietici, care includea reducerea traficului radio, camuflaj, de siguranță operațională, folosind curieri pentru comunicarea în loc de radio, și înșelăciune active, cum ar fi creșterea mișcări de trupe în jurul Moscovei. A fost ordonat să se construiască fortificații defensive pentru a-i induce în eroare pe germani,în timp ce poduri false au fost puse pentru a distrage atenția de la podurile adevărate,fiind construite peste răul Don. Armata Roșie, de asemenea, a intensificat atacurile împotriva Grupului de Armate Centrale și a înființat formațiuni manechine pentru a menține ideea unei ofensive împotriva forțelor germane în centrul Uniunii Sovietice. Frontul sovietic a fost supus la bombardament intens făcând mai grea mobilizarea trupelor. Cele 38 de batalioane de inginerie alocate în față au fost responsabile pentru transferul de muniție, de personal și tancuri peste râul Volga, în timp ce efectuau recunoaștere minore de-a lungul secțiuni din față și observau care urmau să fie punctele de descoperire a ofensivei iminentă. În trei săptămâni, Armata Roșie a transportat aproximativ 111.000 de soldați, 420 tancuri și 556 de piese de artilerie pe Volga.
La 17 noiembrie Vasilevski a fost rechemat la Moscova, unde i-a fost arătată o scrisoare scrisă lui Stalin de generalul Volsky, comandantul Corpului 4 mecanizat, care a cerut de așteptarea ofensivei. El a sugerat amânarea ofensivă și reproiectarea ei în întregime. Mulți soldați sovietici nu aveau articole de îmbrăcăminte de iarnă, și mulți soldați au murit de degerături, "din cauza atitudinii iresponsabile de comandanți”. Deși serviciile secrete sovietice a făcut eforturi oneste pentru a colecta cât mai multe informații posibil cu privire la dispoziția forțelor Axei  nu au fost mai multe informații cu privire la starea celei de a șasea Armata germană. Comandanții sovietici au convenit că ofensiva nu se amână, și Stalin l-a sunat personal pe Volsky.

## Ofensiva sovietică
Operațiunea Uranus, amânată până la 17 noiembrie, a fost din nou amânată încă două zile când Generalul sovietic Gheorghi Jukov a spus unități de aer alocate operațiunii nu au fost gata. Operațiunea a fost în cele din urmă lansată la 19 noiembrie. Locotenentul Gerhard Stöck, postat pe front a primit un apel care îl avertiză de ofensiva sovietică după 5:00 în dimineața aceea. Cu toate acestea pentru că a primit mesajul mai târziu și nu a fost dornic să îl trezească pe generalul Arthur Schmidt, cu o alarmă falsă el nu a reușit să dea comenzi armatelor române. Deși comandanții sovietici au sugerat amânarea bombardamentului din cauza  vizibilității scăzute cauzată de o ceată groasă, sediul central din față a decis să continue. La 07:20 (ora Moscovei; ora 05:20 în Germania), comandanții sovietici de artilerie a primit cuvântul de cod "sirenă" determinând un bombardament de artilerie de 80 de minute îndreptate aproape în întregime împotriva unităților non-germane ale Axei care proteja flancurile germane. Aproximativ 3500 de tunuri și mortiere erau desfășurate împotrivă Armatei a 3-a Română și umărului de nord al armatei a VI-a Germană. Deși ceata groasă a împiedicat artileria sovietică de la corectarea obiectivul lor, săptămâna lor de pregătire și variația le-a permis să stabilească cu precizie pozițiile inamice. Efectul a fost devastator, liniile de comunicații au fost încălcate, haldele de muniție distruse și punctele de observație spulberate. Mulți români care au supraviețuit bombardamentului au început să fugă în spate. Artileria grea sovietică care vizau pozițiile de artilerie românească și formațiunile celui de-al doilea eșalon, de asemenea au prins și militarii români care băteau în retragere.

### Împotriva celei de-a treia armate române: 19 noiembrie

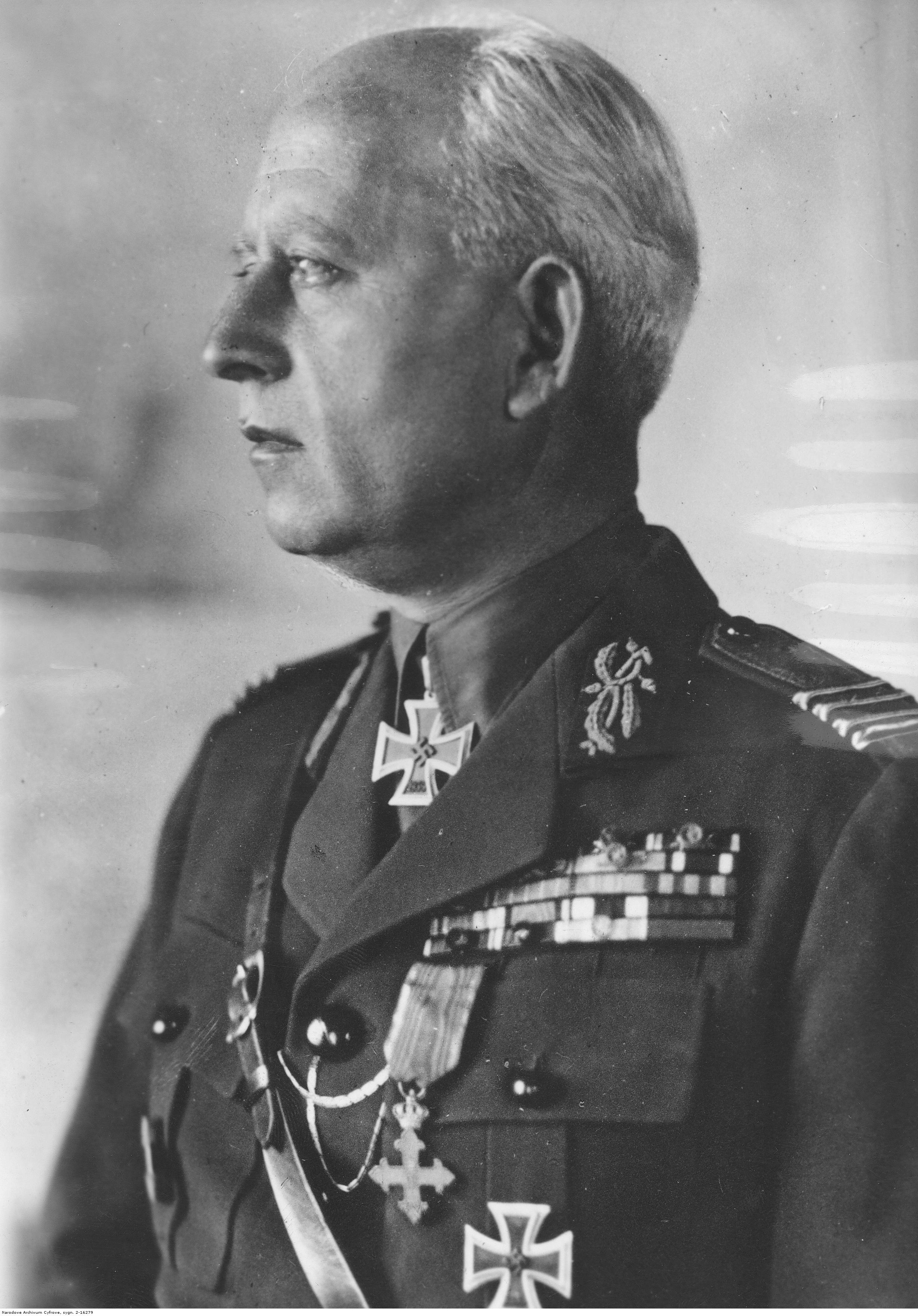
Generalul de armată Petre Dumitrescu în anul 1944

Ofensiva împotriva celei de-a treia armate române a început la 07:30. cu un foc de artilerie și de katiușe de 90 de minute. Mai apoi, primele două atacuri frontale au fost respinse de divizia a 14-a română, iar efectele bombardamentului artileriei sovietice a făcut mai dificilă înaintarea inițială a Armatei Roșii prin câmpul de mine. Oricum, lipsa tancurilor și a artileriei anti-tanc a cauzat în final prăbușirea apărătorilor români. În timp ce armata sovietica înainta, trei divizii române începeau sa devina încercuite. După ce a primit vestea de atac sovietic, Generalul celei de-al șaselea Cartierul al Armatei nu a reușit să ordone diviziunilor 16 și 24 Panzer, până în prezent angajate în Stalingrad, pentru a se reorienta pentru a consolida apărarea română. în schimb sarcină a fost data la 48 Panzer. Prost echipate, al 48-lea Panzer a avut mai puțin de 100 de tancuri de funcționare moderne de combatere a armată rusă. Mai mult, lipsa de combustibil și lipsa de tancuri a forțat comandanții să organizeze echipajele în companii de infanterie; 22 Panzer Division, care făcea parte din corp, a fost aproape complet distrus în lupta care a urmat 22 au intrat în lupta cu mai mult de treizeci de tancuri, și a plecat cu o companie de tancuri. Prima divizie blindată română, atașată la 48 Panzer, angajată sovietic 26 Corp de Tancuri după ce a pierdut comunicațiile cu comandanții lor germani, au fost învinși pe 20 noiembrie. În timp ce sovieticii au continuat să avanseze spre sud, mai multe echipaje au început să sufere de zăpadă. Nu era ceva neobișnuit pentru tancurile să-și piardă tracțiune pe teren, și pentru un membru al echipajului de a avea un braț rupt că el a fost aruncat în jurul interiorul corpului. Cu toate acestea, viscolul a neutralizat coordonarea corpului german. Cea de-a treia armată romană a început să fie dirijată către sfârșitul din 19 noiembrie. Armată sovietică și 21 de tancuri ale a 5-a Armate au fost capabili de a captura 27.000 de prizonieri români -cea mai mare parte a trei divizii-și continuă apoi spre sud lor în avans. Cavaleria sovietică a fost folosită pentru a exploata descoperirile, sever-ul de comunicații între români și a opta armata italiană, și de a bloca orice posibil contraatac împotrivă flancul sovietic. În timp ce Forța Aeriană Sovietică a adunat soldații români, Luftwaffe a arătat o opoziție neglijabilă. Retragerea primul român din Divizie, inițial poziționat pe flancul german al diviziei 376, a permis Armatei a 65-a să ocolească apărarea germană. Deoarece forțele germane au început să reacționeze la data de 19 noiembrie, a apărut un alt atac dezvoltat pe flancul Armatei a șasea de la sud.

### Împotriva flancului german sudic: 20 noiembrie

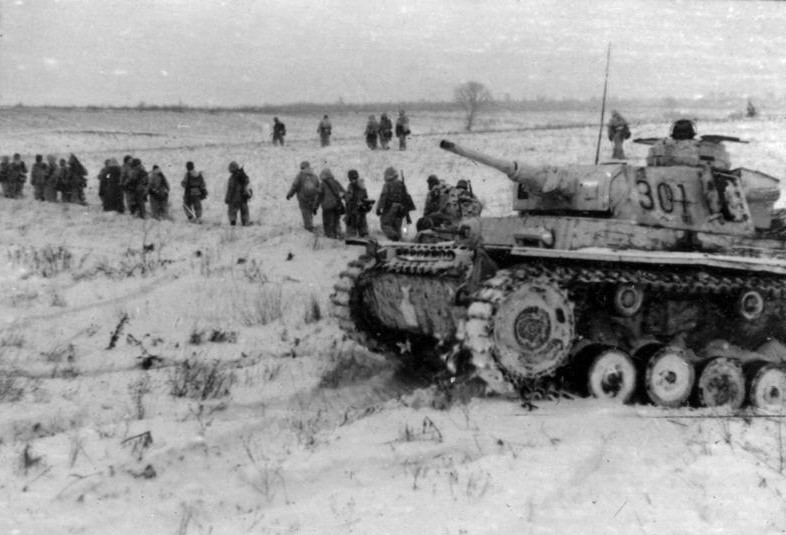
Panzer III

În dimineața devreme din 20 noiembrie Stavka a telefonat pe comandantul Frontului Andrei Eremenko. Întrebat dacă el ar începe partea lui din ofensivă, la ora 08:00, el a răspuns că va face acest lucru numai în cazul în care ceața s-a ridicat; deși armata 51 a deschis baraj de artilerie la timp, deoarece sediul central din față nu a putut intra în contact cu divizia, restul forțelor pregătite au primit ordin să amâne atacul până la oră 10:00.
Armata 51 a angajat echipa română, luând mulți prizonieri. Deoarece armatei 57 s-au alăturat și armata de atac la ora10:00, situația s-a dezvoltat în așa fel încât Frontul Stalingrad ar fi putut arunca corpuri blindate în luptǎ. Armata germană 297 a privit cum susținătorii români nu au reușit să pună rezistență împotriva Armatei Roșii. Cu toate acestea, confuzia și lipsa de control au provocat armatele sovietice 4 și 13 să se poticnească deoarece au început să exploateze descoperiri realizate de ofensiva de deschidere. 
Germanii, în acest caz, au răspuns rapid prin redistribuirea rezervelor lor în zonă. În ciuda victorii inițiale împotriva forțelor sovietice blindate, prăbușirea echipei române a forțat divizia să redistribuie din nou. 
Contraatacul Diviziei 29 Panzergrenadier împotriva Armatei Roșii, a provocat comandanții sovietici să își facă griji cu privire la siguranța flancul lor stâng. Cu toate acestea, redistribuirea diviziei germane a însemnat că până la sfârșitul zilei numai 6 unități de cavalerie română să fie poziționată între avansarea forțele sovietice și râul Don.

### Continuarea operațiunilor 20-23 Noiembrie
În timp ce Frontul Stalingrad a lansat ofensiva pe 20 noiembrie, a 65-a armată a continuat să aplice presiune asupra Corpului 11 german. Armata Roșie, cu cel de-al patrulea Corp de Tancuri a avansat dincolo de Corpul 11 german, în timp ce a 3-a de cavalerie s-a prăbușit în partea din spate a unității germane. Divizia germană 376 și austriacă 44 au început să redistribuie, să se confrunte cu inamicul pe flancurile lor, dar au fost împiedicate de lipsa de combustibil. Regimentul al 14-lea Panzer a rămas distrus de un regiment sovietic, iar artileria anti-tanc a suferit pierderi grele, atunci când aceasta a fost invadată de trupele sovietice. Până la sfârșitul zilei, primul Corp sovietic de Tancuri a fost urmărit în retragere de 48 Panzer, în timp ce al 26-lea Corp de Tancuri sovietice au capturat orașul Perelazovsky, de aproape 130 km (81 mile) la nord-vest de Stalingrad. 

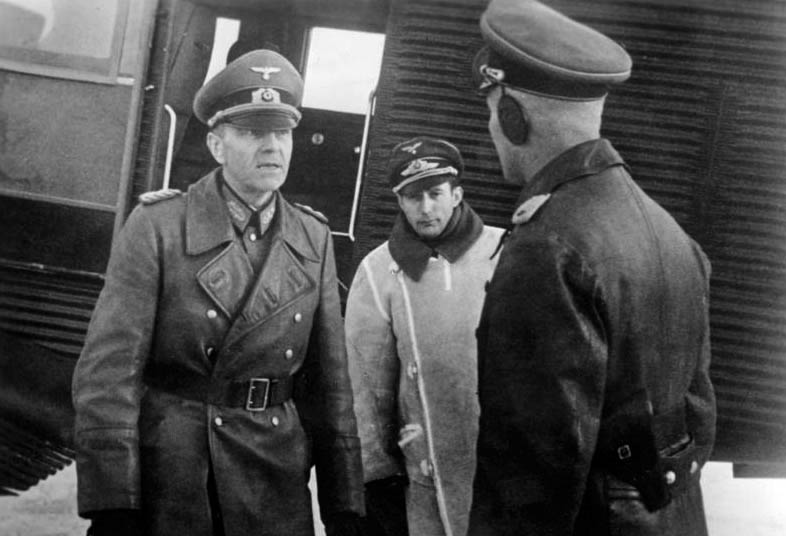
Generalul Paulus

Ofensiva Armatei Roșii a continuat pe 21 noiembrie, cu forțele de pe frontul de la Stalingrad realizând traversările până la 50 de kilometri (31 mile). În acest timp rămas, unitățile românești din partea de nord au fost distruse în lupte izolate, în timp ce Armata Roșie a început să se angajeze în lupte împotriva celei de-a patra și a șasea armată Panzer. Diviziunea germană 22 Panzer, în ciuda încercării unui contra-atac scurt, a fost redusă la puțin mai mult decât o companie de tancuri și a fost forțată să se retragă la sud-vest. Corpul 26 de Tancuri sovietice a distrus o mare parte din prima Divizie română blindată, a continuat în avans față de sud-est, evitând angajarea lăsată în urmă de inamici, deși rămășițe ale celei de-a cincea diviziunea românească au fost capabile să se reorganizeze, construită în grabă în speranța că va fi ajutată de către 48 german Panzer. În acea zi, Generalul german Friedrich Paulus, comandantul Armatei a șasea, a primit rapoarte că sovieticii au fost la mai puțin de 40 km (25 mile) de sediul sǎu. În sud, după o scurtă oprire, al patrulea corp sovietic de nord a continuat să avanseze, îndepărtând apărătorii germani din mai multe orașe din zonă, spre Stalingrad. Deoarece forțele germane în jurul Stalingradului au fost aproape de risc, Hitler a ordonat forțelor germane în zonă, pentru a stabili un "în jur poziție defensivă" și forțele au fost desemnate între râul Don și râul Volga ca "Cetatea Stalingrad”- sfărâmarea speranțelor unei scăpări încercată de către armata a șasea. 
Armata a șasea, alte unități ale Axei, au fost prinse în teritoriul încercuirii sovietice în creștere. Doar Divizia 16 Panzergrenadier a început să își construiască un drum afară. Lipsa de coordonare între tancurile sovietice și infanteria corpului de rezerve al Armatei Roșii, a permis unei părți din a patra armată română să scape de distrugere. La 22 noiembrie, trupele sovietice au început să traverseze râul Don și au continuat avansul lor spre orașul Kalach. Forțele germane care apărau Kalach, cea mai mare parte compusă din personalul de întreținere și de aprovizionare, nu erau conștienți de ofensivele sovietice până la 21 noiembrie, și chiar și atunci nu știau de puterea unităților Armatei Roșiii se apropia. Sarcina de a lua podul de la Kalach a fost dat la Corp 26 de Tancuri, care a folosit două tancuri capturate germane și un vehicul de recunoaștere pentru o abordare și focul asupra polițiștilor. Forțele sovietice au pătruns în oraș de la mijlocul-dimineții și au condus apărătorii afară, lăsându-și al 4-lea Corp de Tancuri pentru a face legătura cu Armata Roșie. Încercuirea forțelor germane din Stalingrad a fost finalizată la data de 22 noiembrie 1942. În aceeași zi, formațiunile sovietice au continuat să lupte cu echipele de rezistentă românească. Luptele au continuat la 23 noiembrie dar germanii au încercat în zadar pentru a monta contra-atacuri locale de spargere a încercuirii. În acest timp, personalul Axei, în interiorul încercuirii s-a mutat spre est de Stalingrad pentru a evită tancurile sovietice, în timp ce aceia care au reușit să scape din încercuire s-au mutat spre vest.

## Urmări
Operațiunea Uranus a prins între 200 de mii de soldați și 250.000 germani într-o zonă ce se întinde de 50 km la est la vest și 40 km de la nord la sud. 
Punga includea:
- patru corpuri de infanterie
- un corp de tancuri aparținând Armatei a 6-a germană
- elemente de supraviețuitori ale două divizii românești
- un regiment de infanterie croat
- și alte unități specializate.

Echipamentele au inclus aproximativ 100 de tancuri, 2.000 piese de artilerie și mortiere și 10.000 de camioane. Multe echipamente grele, care au fost distruse, au fost lăsate pe marginea drumului. Podurile care treceau peste Don au fost blocate de militarii în retragere spre est în frig, care încercau să scape de blindatele sovietice care amenințau că le taie calea spre Stalingrad. Multe persoane au fost rănite, soldații Axei au fost călcați în picioare, și mulți dintre cei care au încercat să traverseze râul pe gheață s-au înecat. Soldații flămânzi au umplut satele din Rusia căutând mâncare, în timp ce depozitele de alimente au fost de multe ori jefuite în căutare de conserve cu alimente. Ultimii care au traversat râul Don au făcut-o pe data de 24 noiembrie, și au demolat podul ca sovieticii să nu-i poată urmări. 
Armata a șasea, în mijlocul haosului, a început să construiască linii defensive, împiedicată însă de lipsa de combustibil, muniție și rații. Acesta a fost, de asemenea, însărcinată cu conectarea linii dezintegrate cauzată de forțele românești. La 23 noiembrie, unele unități germane distruse sau arse au început să se retragă spre capătul de nord al Stalingrad. Cu toate acestea, după abandonarea lor, armata a 62-a sovietică a fost capabilă să distrugă Divizia 94 Infanterie germană pe teren deschis; supraviețuitorii diviziei germane au fost atașați la diviziile 16 și 24 Panzer. Deși comandanții militari germani au fost de părere că forțele Wehrmacht-ului prinse în încercuirea ar trebui să rupă încercuirea, între 23 și 24 noiembrie Hitler a decis în schimb să păstreze poziția și să încerce să aprovizioneze Armata a 6-a pe calea aerului. Personalul prins în Stalingrad ar avea nevoie de cel puțin 680 de tone metrice (750 tone net) de provizii pe zi, o sarcină care Luftwaffe slăbit, nu a fost în stare s-o îndeplinească. În plus, Forțele Aeriene Sovietice reînviate au fost o amenințare pentru avioanele germane. Deși până în decembrie Luftwaffe adunase o flotă de aproximativ 500 de avioane, acest lucru a fost insuficient pentru furnizarea Armatei a 6-a și Armatei 4-a Panzer proviziile necesare. În prima jumătate a lunii decembrie, Armata a 6-a a primit mai puțin de 20% din necesarul lor de zi cu zi. În același timp, Armata Roșie a consolidat încercuirea de exterior cu intenția de a distruge unitățile germane. Armatele sovietice au atacat unitățile germane la est și sud, cu scopul de a împarți unitățile germane în grupuri mai mici. Aceste ordine au intrat în vigoare la 24 noiembrie, și urmau să fie executate fără o regrupare majoră sau mișcare a rezervelor . Încercuirea exterioară era estimată la 320 km, deși doar trei sferturi din această distanță a fost de fapt acoperită de către trupele sovietice; distanță dintre înconjurarea exterior și interior, a fost de aproximativ 16 km. Înaltul Comandament sovietic a început, de asemenea, planificarea pentru Operațiunea Saturn, care a avut ca scop distrugerea Armatei a 8-a italiene și tăiere forțelor germane în Caucaz. Stavka sovietic a planificat să înceapă ofensivă pe aproximativ 10 decembrie.
Deși situația părea sumbră pentru germani, un moment de calm relativ după încheierea operațiunii Uranus, forțele germane și sovietice au început planificarea mișcările lor viitoare.